# Kézdi Nagy Géza
Kézdi Nagy Géza (Budapest, 1958. február 27. – Budapest, 2022. november 29.) kulturális antropológus, régész, néprajzkutató.

## Életpályája
Nagy Géza (1921–2003) szobrászművész és Szász Gyöngyike orvos fia. 1990-től tanított az ELTE Kulturális Antropológia szakán. Részt vett a szak és a tanszék megalapításában mentorával, Boglár Lajossal és társaival együtt. 1996–97-ben megbízott tanszékvezetőként dolgozott. 2005 után a Szimbiózis Kulturális Antropológiai Alapítvány kuratóriumi elnöke volt. Terepmunkáit Mexikóban, Kelet-Afrikában, Indiában és Erdélyben végezte.
Házastársa 1982–2008 között Nagy Emőke újságíró (Magyar Ifjúság, Nők Lapja). Gyermekei Kézdi Nagy Melinda (1982) és Kézdi Nagy Zsófia (1987).

## Művei
- Évszázadok a Rákosmentén. Tanulmánykötet a millecentenárium alkalmából; szerk. Kézdi Nagy Géza; XVII. Kerületi Önkormányzat, Budapest, 1996
- Menyeruwa. Tanulmányok Boglár Lajos 70. születésnapjára. Honorary studies to Luiz Boglár's 70th anniversary; szerk. Kézdyi Nagy Géza; ELTE BTK, Budapest, 1999
- A magyar kulturális antropológia története, szerk., Nyitott Könyvműhely (2008). ISBN 978-9-639-72517-1